# Kenyu-ryu
Kenyu-ryu è una scuola di karate fondata Ryusho Tomoyori (1907-1977). Tomoyori nacque nel villaggio di Motobu (regione di Kunigami- prefettura di Okinawa).
Appassionato di arti marziali fin da giovane, inizio a studiare con maestri del calibro di Aragaki, Awane e successivamente si recò a Naha dove studiò per quattro anni sotto la guida di Chōjun Miyagi, fondatore dello stile Gōjū-ryū.
Il nome della Scuola Kenyu deriva dalla combinazione di due caratteri cinesi che rappresentano Ken da Kenwa Mabuni e yu da Tomoyori (poiché Tomo può essere pronunciato yu con lo stesso carattere cinese). Il discendente diretto e capo famiglia della seconda generazione è suo figlio Ryuichiro Tomoyori nato il 6 gennaio 1937 a Imafuku-naka (rione yoto di Osaka). Ryuichiro iniziò la Pratica a 6 anni sotto la guida del padre e quando questi morì, aprì il suo Dojo sempre a Imafuku-nishi.